# New Coke
New Coke volt a nemhivatalos neve a Coca-Cola megreformált verziójának, melyet 1985 áprilisában mutatott be a Coca-Cola Company. A cél az volt, hogy ezzel az ízvariánssal váltsák le a korábbi változatot, így sokáig csak mint "a Coca-Cola új íze" emlegették, 1992-től pedig a Coke II nevet kapta.
A Coca-Cola Company lassú, de folyamatos csökkenést szenvedett el az üdítőitalok piacán a nyolcvanas évek elején, miközben a vaktesztek kimutatták, hogy az emberek jobban kedvelik a Pepsi édesebb ízét. Ennek fényében cserélték le a hagyományos receptet. A kezdeti várakozásokat azonban hamarosan ellenszenv, sőt gyűlölet váltotta fel a fogyasztók részéről az új íz iránt, amely piaci szempontból hatalmas bukássá tette azt. Alig három hónap elteltével a cég vissza is állt az eredeti receptre (Coca-Cola Classic néven), melynek hatására az eladások az égbe szöktek. Az összeesküvés-elméletek hívei szerint az egész ügy nem volt más, mint egy jól kitalált marketingfogás, azzal a céllal, hogy a Coca-Cola eladásait megnöveljék, ám a cég határozottan tagadja ezt, azt nyilatkozva, hogy a régi recept újbóli bevezetésének éppen a gödörből való kilábalás volt a célja.
A New Coke kizárólag az Egyesült Államokban volt kapható, és csak egy rövid ideig, ám iskolapéldájává vált annak, miért nem szabad túl gyorsan és markánsan lecserélni egy, a fogyasztók által ismert és megszeretett terméket egy másikra. Gyártását 2002-ben fejezték be.

## Története
A második világháború után a Coca-Cola piaci részesedése 60% körül alakult. 1983-ra ez az arány 24%-ra csökkent, a Pepsinek köszönhetően. Már szinte mindenhol a Pepsi fogyott jobban, kivéve a kólaautomaták és az éttermi fogyasztások szegmensét, valamint a sportrendezvényekét, ahol a cégnek kizárólagos forgalmazási joga volt. Emellett a felnőttek jelentős része egyre egészségtudatosabb volt, és a cukros üdítők helyett jobban kedvelte a diétásakat. A fiatalok piacán lehetett volna előrelépni, ezt azonban letarolta a Pepsi, az édesebb ízével. A Coca-Cola piacát a saját termékei (diétás kólák és egyéb üdítők) is szűkítették. 1980-ban Roberto Goizueta lett a cég vezérigazgatója, aki kiadta az ukázt: ha a piaci eredmények javításáról van szó, nincs "szent tehén", akár a receptekhez is hozzá lehet nyúlni.
Ennélfogva "Project Kansas" néven, teljes titokban, a legbelső vezetői kör kizárólagos tudtával nekiláttak egy új recept kifejlesztésének. Az ez alapján készített kóla nagyon jól teljesített a vakteszteken: legyőzte nemcsak a Pepsit, de a klasszikus Coca-Colát is. A tesztelők többsége azt mondta, hogy megvenné, ha tudná, hogy ez a Coca-Cola lenne, bár hozzá kellene szoknia. A tesztelők 10 százaléka viszont nagyon erős negatív véleménnyel volt, és azt mondta, hogy nem is inna kólát, ha a jövőben ez lenne a Coca-Cola. Mégsem vették annyira komolyan a marketingesek ezeket a jeleket, az akkori módszerek alapján teljesen jó ötletnek tűnt a többi eredmény figyelembevételével lecserélni a receptúrát. A bevezetést a kóla 100. évfordulójára, 1985-re tervezték. Egyesek ellenvéleményként fogalmazták meg, hogy nem kellene a receptet lecserélni, lehetne esetleg új ízvariánsként előállni. Ez azonban ellenállásba ütközött, mert már más termékek is kijöttek ekkoriban (a diétás Coke 1982-ben, a Cherry Coke pedig 1985-ben), és még egyet túlzónak éreztek volna. Amellett ez csak kannibalizálta volna a Coca-Cola eladásait, és relatív mérlegen jelentősen nőtt volna a Pepsit fogyasztók száma. Goizueta, aki fiatalabb korában a Bahamákon értékesítette a kólát, jelentős bevételtöbbletet ért el azzal, hogy helyileg kicsit megváltoztatta az ízét, így ragaszkodott az új ízhez. A dobozra a hatására került a "New!" jelző, ami így a kóla nevét is megadta. Goizueta állítása szerint megkapta a változtatásra az áldását a haldokló Robert W. Woodruff-tól, a cég egykori sikeres igazgatójától is, bár sokan kétségbe vonják azt, hogy tudta egyáltalán, hogy miről van szó.
Az új terméket 1985. április 23-án mutatták be. Ugyanezen a héten leállították a klasszikus recept szerinti gyártást. Goizueta dicsérte a termék ízét, mely szerinte határozottabb, teltebb, és harmonikusabb. A Pepsivel való összehasonlítást így se úszták meg. A vezérigazgató közölte, hogy a recept nem szent és megváltoztathatatlan dolog, és ugyanúgy kóser, halal és vegetáriánus, mint az előző íz. Azt nem volt hajlandó elmondani, hogy végül is miért volt szükség a változtatásra.
A kóla íze édesebb volt, mint ahogy a reklámok alapján az emberek előzetesen várták, de ez is elég volt ahhoz, hogy az eladások 80%-kal emelkedjenek.

## A termék bukása
A piackutatók sokat foglalkoztak az ízzel, ám a vállalat figyelmen kívül hagyta a fogyasztóknak az addigi, ismert és kedvelt Coca-Cola termékhez fűződő érzelmi kötődését.
Az új termék bevezetése közfelháborodáshoz vezetett. Többek között megalakult az Old Cola Drinkers of America. Ez a szervezet beperelte a Coca-Colát és azt követelte, hogy a klasszikus kólaíz receptjét tegyék közkinccsé. Az általános felháborodás eredményeként a Coca-Cola 1985. július 10-én visszatért az eredeti recepthez.

## A termék kivezetése a piacról
1986-ra a New Coke piaci részesedése 3%-ra zuhant. A terméknek a vállalat 1992-ben a „Coke II” nevet adta. Az egyre csökkenő eladások miatt egyre kevesebb helyen lehetett ezt a kólafajtát kapni. 1998-ban már csak az amerikai középnyugat pár városában lehetett New Coke-ot kapni.[forrás?] A Coca-Cola Company kénytelen volt "The Real Thing" ("A valódi") szlogennel hirdetni a hagyományos összetételű termékét, amelyet ezentúl "Classic Coke"-nak nevezett.

## Az eset következményei
A Coca-Cola Company a világ legnagyobb természetes vanília-kivonat importőre. A New Coke 1985-ös bevezetésével a cég átállt az olcsóbb, szintetikus vanilin használatára, és a vanília-piac mérete egyik pillanatról a másikra a felére zsugorodott. Ez különösen a vanília-exportőr Madagaszkár gazdaságára volt lényeges hatással. A New Coke bukásával azonban helyreállt a piaci helyzet.